# مرغ بهشت (فیلم ۱۹۵۱)
مرغ بهشت (انگلیسی: Bird of Paradise) فیلمی به کارگردانی دلمر دیوز است که در سال ۱۹۵۱ منتشر شد.

## بازیگران
- دبرا پاجت
- لوئی ژوردان
- جف چاندلر
- اورت اسلون
- جک ایلام
- موریس شوارتز